# بلگروو (ویرجینیای غربی)
بلگروو (به انگلیسی: Belgrove) یک منطقهٔ مسکونی در ایالات متحده آمریکا است که در شهرستان جکسون، ویرجینیای غربی واقع شده‌است. بلگروو ۲۰۶٫۹۶ متر بالاتر از سطح دریا واقع شده‌است.